# 斑叶三匹箭
斑叶三匹箭（学名：Arisaema inkiangense var. maculatum）为天南星科天南星属三匹箭的变种。分布在中国的云南等地，生长于海拔1,600米的地区，常生长在阔叶林中。